# محمود رشاد
محمود رشاد فنان مصري لديه أكثر 96 عملا من مسلسلات وافلام تاريخ الميلاد: 23 أغسطس 1915
تاريخ الوفاة: 27 فبراير 1989.

## سيرته الذاتية
فنان مصري اشتهر بأداء أدوار الرجل الأرستقراطي من مواليد 23 أغسطس عام 1915 تخرج في كلية التجارة وعمل في أحد البنوك ثم اكتشفه فطين عبد الوهاب واتجه للفن وهو يخطو نحو 48 عاماً. وشارك كبار نجومنا في اعمالهم امثال الفنان عادل إمام.
قدم دور الأب الثري الطيب، وعلى الرغم من قلة أعمال الفنان محمود رشاد الفنية إلا أنه ارتبط جيدًا بأذهان الجمهور من خلال أدوار ثانوية بدأها عام 1963 بفيلم «الساحرة الصغيرة» مع رشدي أباظة
لم تلتفت أنظار المخرجين إليه إلا بعد ذلك بثلاث سنوات حيث قدم بالعام 1966 فيلمين مع فريد شوقي هما: «شياطين الليل» و«30 يوم في السجن»، وشهدت فترة الستينيات مرحلة ازدهار فنية لرشاد وقف خلالها مع عمالقة الزمن الجميل مثل: شادية في «كرامة زوجتي» عام 1967، سعاد حسني في «بابا عايز كده» عام 1968، وخاصة عامي 1969 و 1970 الذي اشترك خلالهما في ثمانية أفلام متتالية أشهرهم: «ميرامار» مع عماد حمدي، «أبي فوق الشجرة» مع عبد الحليم حافظ، «شارع الملاهي» مع شمس البارودي و«عريس بنت الوزير» مع شويكار.

## أعماله

### المسلسلات
- بلاغ النائب العام (1986)
- الأفيال (1986)
- المنعطف (1986)
- غابة من الأسمنت (1984)
- أرزاق (1982)
- عيون (1980)
- القناع الزائف (1980)
- العملاق (1979)
- العندليب الأسمر (1979)
- رجل عاش مرتين (1978)
- أفواه وأرانب (1978)
- وفاء بلا نهاية (1978)
- حكاية ميزو (1977)
- نجم الموسم (1977)
- فرصة العمر (1976)
- البحث عن فردوس (1973)
- الحائرة (1972)
- كلاب الحراسة (1972)
- الخماسين (1972)
- الفلاح (1968)
- بيار الملح (1967)
- ثم تشرق الشمس
- الضياع
- حدود الله
- أيام عاصفة
- في قافلة الزمان

### افلامه
- الرجل يحب مرتين {1987)
- قبل الوصول لسن الانتحار)1987)
- حد السيف (1986)
- امرأة مطلقة (1986)
- نأسف لهذا الخطأ (1986)
- زوج نحت الطلب (1985)
- بصمات فوق الماء (1985)
- انحراف (1985)
- تل العقارب (1985)
- مقص عم قنديل (1985)
- خيوط العنكبوت (1985)
- لا تسألني من أنا (1984)
- حتى لا يطير الدخان (1884)
- العرافة (1981)
- غداً سأنتقم (1980)
- سأكتب اسمك على الرمال (1979)
- ابن مين في المجتمع (1979)
- البؤساء (1978)
- العمر لحظة (1978)
- سلطانة الطرب (1978)
- قاهر الظلام (1978)
- ليالي ياسمين (1978)
- المليونيرة النشالة (1978)
- القضية المشهورة (1978)
- الجنة تحت قدميها (1978)
- رحلة داخل امرأة (1978)
- مأساة إمرأة (1978)
- أونكل زيزو حبيبي (1977)
- حرامي الحب (1977)
- عذراء ولكن (1977)
- جنس ناعم (1977)
- الحب في طريق مسدود (1977)
- مكان للحب (خطايا الحب) (1977)
- سنة أولى حب (1977)
- الكل يحب (1976)
- أمواج بلا شاطئ (1976)
- أزوج طائشون (1976)
- جنون الشباب (1975)
- الخب تحت المطر (1975)
- أميرة حبي أنا (1975)
- على ورق سيلوفان (1975)
- امرأة للحب (1974)
- أرملة ليلة الزفاف (1974)
- شلة المراهقين (1973)
- امرأة سيئة السمعة [1973)
- ليل وقضبان (1973)
- امتثال (1972)
- حكاية بنت إسمها مرمر(1972)
- عاشقة نفسها (1972)
- شيئ في صدري (1971)
- المتعة والعذاب (1971)
- الحسناء واللص (1971)
- ثم تشرق الشمس (1971)
- أنا وزوجتي والسكرتيرة (1970)
- نهاية الشياطين (1970)
- عريس بنت الوزير (1970)
- هروب (1970)
- شارع الملاهي (1969)
- عائلات محترمة (1969)
- ميرامار (1969)
- أبي فوق الشجرة (1969)
- الرجل الذي فقد ظله (1968)
- بابا عايز كده (1968)
- أفراح (1968)
- كرامة زوجتي (1967)
- جريمة في الحي الهادي (1967)
- بنت شقية (1967)
- شياطين الليل (1966)
- 30 يوم في السجن (1966)
- الساحرة الصغيرة (1963)
- عنتر يغزو الصحراء (1960)
- الوصية

## وفاته
توفي رشاد في 27 فبراير عام 1989 بعد أن قدم آخر أعماله مع مريم فخر الدين في «الرجل يحب مرتين» عام 1987 